# Matteo Angelo Filipello
Matteo Angelo Filipello (* 12. April 1859 in Castelnuovo d’Asti, Italien; † 17. Januar 1939) war  ein italienischer römisch-katholischer Bischof.

## Leben
Matteo Filipello wurde im Jahr 1881 zum Priester geweiht. Am 24. März 1898 ernannte ihn Papst Leo XIII. zum Bischof von Ivrea. Am 8. Mai 1898 wurde er zum Bischof geweiht. Er förderte entscheidend Louise-Marguerite Claret de la Touche bei der Gründung ihres Werkes.